# Maarten Nulens
Maarten Nulens (10 april 1988) is een Vlaamse acteur. Nulens speelde zijn eerste hoofdrol vanaf 2016 in de televisieserie Beau Séjour.

## Filmografie
- Hollow (2012) - als Sam
- Cello Concerto (2012) - als Franco
- Reality (2013) - als Riley
- Beau Séjour (2016-2017) - als Leon Vinken
- Gevoel voor tumor (2018) - als Tristan Devriendt
- Baantjer: het begin (2019) - als Daniel
- Cirque (2019) - als Vic
- Bittersweet Sixteen (2021) - als meneer Coulier
- Familie (2022-2023) - als Thibaut Faes
- Life Happens (2024)